# Dongfeng Pao
Dongfeng Pao (kinesiska: 东风泡) är en sjö i Kina. Den ligger i provinsen Heilongjiang, i den nordöstra delen av landet, omkring 150 kilometer nordväst om provinshuvudstaden Harbin. Dongfeng Pao ligger 142 meter över havet. Arean är 1,9 kvadratkilometer. Runt Dongfeng Pao är det i huvudsak tätbebyggt. Den sträcker sig 2,2 kilometer i nord-sydlig riktning, och 1,5 kilometer i öst-västlig riktning.
Genomsnittlig årsnederbörd är 890 millimeter. Den regnigaste månaden är juli, med i genomsnitt 203 mm nederbörd, och den torraste är januari, med 4 mm nederbörd.